# Regina (Canada)
 For alternative betydninger, se Regina. (Se også artikler, som begynder med Regina)
Regina er en by i den sydlige del af provinsen Saskatchewan i den centrale del af Canada. Byen er hovedstad i Saskatchewan og har 226.404 (2021) indbyggere. Byen blev grundlagt i 1882 og ligger omtrent 577 meter over havets overflade. Regina var frem til midten af 1980'erne den folkerigeste by i Saskatchewan, nu om dage bor der flere mennesker i Saskatoon.

## Sport
Byen er bl.a. hjemsted for:
- Regina Pats – WHL (ishockey)
- Saskatchewan Roughriders – CFL (den canadiske variant af amerikansk fodbold)

## Erhverv
Området omkring Regina er rigt på naturressourcer som olie, naturgas og andet. På det seneste er film og tv-produktion blevet en stadig vigtigere indtægtskilde for byen. Bl.a. kan det nævnes at den populære canadiske tv-serie Corner Gas produceres i Regina.

## Kendte personer fra Regina
- Leslie Nielsen (Skuespiller)